# Heinkel HD 15
Хейнкель HD 15 (нем. Heinkel HD  15) — многоцелевая летающая лодка.

## Создание и эксплуатация
Heinkel HD 15 построен в 1927 году, имел двигатель Siemens Jupiter мощностью 450 л. с. Две кабины были устроены за крылом. Выпущен в единственном экземпляре.  В 1928 году принимал участие в испытательных полетах с катапульты, установленной на борту лайнера Бремен. На базе HD 15 по заказу СССР  была создана летающая лодка HD 55, получившая обозначение КР-1.

## Лётно-технические характеристики
| Модификация                 | HD 15                |
| Размах крыла, м             | 12,43                |
| Длина, м                    | 10,70                |
| Высота, м                   |                      |
| Площадь крыла, м2           |                      |
| Масса, кг                   |                      |
| пустого самолета            | 1364                 |
| максимальная взлетная       | 2300                 |
| Тип двигателя               | 1 ПД Siemens Jupiter |
| Мощность, л.с.              | 1 х 450              |
| Максимальная скорость, км/ч | 172                  |
| Крейсерская скорость, км/ч  | 140                  |
| Практическая дальность, км  |                      |
| Практический потолок, м     | 4300                 |
| Экипаж, чел                 | 1                    |
| Полезная нагрузка:          | до 2 пассажиров      |